# Sputnik (agència de notícies)
Sputnik és una agència de notícies internacional endegada l'any 2014 pel govern rus, subsidiària de l'empresa estatal Rossia Segodnia. Sputnik va substituir l'agència de notícies RIA Novosti i la ràdio Veu de Rússia. Ràdio Sputnik és una ràdio estatal russa que opera en més de 30 llengües, cobrint més de 34 països, 800 hores diàries i amb freqüència FM, digital DAB/DAB+, HD-Radio, així com transmissions via internet.
El 2022, en el marc de la invasió russa d'Ucraïna, la presidenta de la Comissió Europea, Ursula von der Leyen, va ordenar als operadors europeus de tallar les emissions de RT i de l'agència de notícies Sputnik, una mesura que fins aleshores no s'havia aplicat mai pel que fa a la censura de mitjans de comunicació. Abans ja havien fet el mateix les multinacionals estatunidenques Google i Meta Platforms bloquejant-ne els continguts a les seues xarxes socials.
El 26 de febrer de 2023, en el marc del desè paquet de sancions de la UE contra Rússia, s'hi va incloure la suspensió de les llicències d'Sputnik per les emissions en àrab.